# Sattelnock
Sattelnock är ett berg i Österrike.   Det ligger i distriktet Spittal an der Drau och förbundslandet Kärnten, i den centrala delen av landet, 290 km sydväst om huvudstaden Wien. Toppen på Sattelnock är 2 033 meter över havet, eller 69 meter över den omgivande terrängen. Bredden vid basen är 1,1 km.
Terrängen runt Sattelnock är bergig västerut, men österut är den kuperad. Närmaste större samhälle är Hermagor, 15,4 km sydost om Sattelnock. 
I omgivningarna runt Sattelnock växer i huvudsak blandskog. Runt Sattelnock är det ganska glesbefolkat, med 24 invånare per kvadratkilometer.